# Успон Едерлезија
Успон Едерлезија (Ederlezi Rising, познат и као A.I. Rising) је српски научнофантастични филм на енглеском језику. Сценарио за филм је написао Димитрије Војнов по приповетки Зорана Нешковића Предвече се никако не може, главну женску улогу игра Стоја америчка порно глумица српског порекла.

## Радња
Астронаут који је на дугу интергалактичку мисију упознаје и заљубљује се у женског андроида који га прати на мисији и почиње да верује да се унутар андроида налази права особа.
Едерлези ангажује Милутина, космонаута словенског порекла, који је тренинг прошао у наново формираном футуристичком Совјетском Савезу, а као дружбеницу му додељује Нимани, женског андроида програмираног да испуни све Милутинове жеље. Пошто му досаде бесконачне сексуалне игре и Ниманино унапред програмирано понашање, Милутин решава да поново покрене Ниманин оперативни систем, али тако да она функционише само на основу уноса који су генерисани њеним искуствима са њим. На тај начин, претвара је у нешто најближе правој особи што андроид може да постане. Али, након што постане особа, Нимани запада у депресију и постаје деструктивна. Милутин схвата да Нимани, не само да је опасност по мисију, него и да постоји могућност да се самоуништи.

## Улоге
| Глумац            | Улога   |
| ----------------- | ------- |
| Стоја             | Нимани  |
| Себастијан Каваца | Милутин |
| Маруша Мајер      | Инжењер |

## Премијера
Филм је премијерно приказан у Београду на ФЕСТ-у 25. фебруара 2018. године.

## Продукција
Снимање филма је подржао Филмски центар Србије и сниман је од 2015. до 2017. године са буџетом од 350.000 евра.

## Награде
- Најбољи филм на ФЕСТ-у 2018. године.[5]
- Стоја награда за најбољу женску улогу.
- Себастијан Каваца награда за најбољу мушку улогу.
- Лазар Бодрожа награда за најбољу режију.